# Демократизація

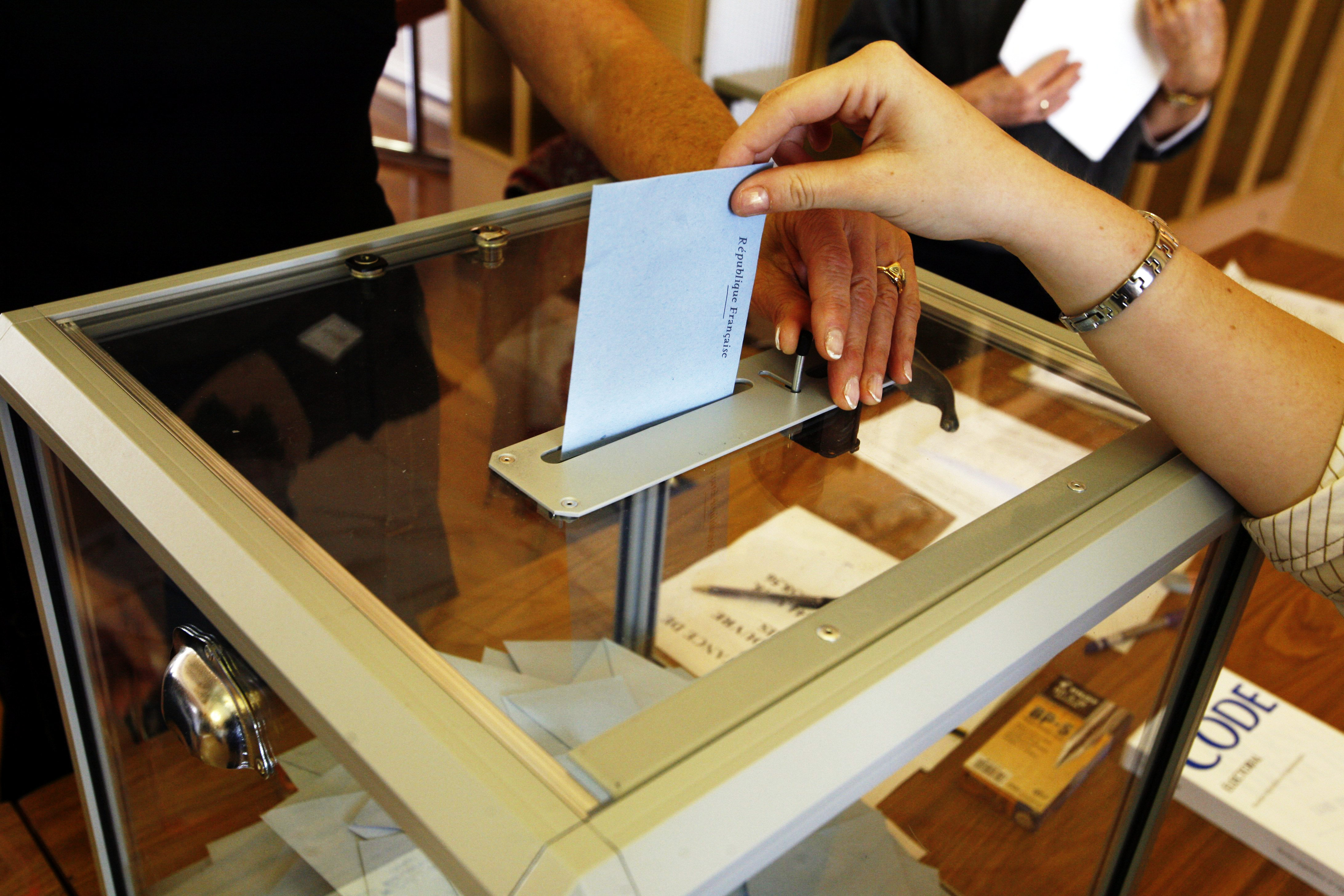
Голосування — важлива частина демократичного процесу.

Демократиза́ція — політична реформація, система заходів та законів, направлених на впровадження елементів демократії (народовладдя) в країні, суспільстві. Як правило йдеться про суспільства, що не мають демократичного устрою, а саме: посттоталітарні, поставторитарні, ієрархічні суспільства.
Демократизація характеризується частковим перерозподілом політичної влади, делегуванням владних повноважень іншим суб'єктам права — громадянам та громадським інститутам і організаціям; закріпленням в законах прав і свобод людини; скасуванням антидемократичних законів та інститутів влади.

## Хвилі демократизації
Поява демократичних держав у світі проходила нелінійно.
Хвилі демократизації — це група переходів від недемократичних держав до демократичних, які відбуваються в певний період часу і кількість яких значно перевищує кількість переходів у протилежному напрямку.
Між цими хвилями відбувалися періоди демократичного відкочування.
Самуель Гантінгтон виділив такі основні хвилі демократизації та відкочування:
- 1820—1920 рр. — перша і найдовша хвиля. Було утворено близько 20 демократичних держав (Франція, Велика Британія, США). Для цих країн було характерним широке виборче право, парламентська та партійна системи.
- I пол. 1920-х рр.—I пол. 1940-х. рр.  Перша хвиля відкочування, яка бере свій початок із приходом до влади в Італії Беніто Муссоліні в 1922 р. Це призводить до розквіту комуністичних, фашистських і мілітаристських ідеологій, встановлення нових масових форм тоталітаризму.
- 1940—1960 рр. — друга хвиля демократизації. Початок їй поклала Друга світова війна. Союзницька окупація сприяла введенню демократичних інститутів у Зх. Німеччині, Італії, Австрії, Японії, хоча водночас радянськими військами була зруйнована демократія в Чехословаччині та Угорщині. Розпад колоніальної системи породив на світ ряд нових держав. В багатьох із них не робилося ніяких спроб ввести демократичні інститути. В деяких існували лише елементи демократії (Пакистан, Малайзія, Індонезія). В деяких нових державах (Індія, Шрі-Ланка, Ізраїль) демократичні інститути протрималися близько 10 років. А в 1960 р. демократичною стала найбільша держава Африки — Нігерія.
- 1960-і—1970-і рр. — друга хвиля демократичного відкочування. За однією з оцінок, третина із 32 чинних демократій, що існували у світі в 1958 р. до середини 1970-х рр. перетворилися до авторитарії.
- I пол. 1970-х рр. XX ст. — третя хвиля демократизації. За 15 років демократичні режими прийшли на зміну авторитарним майже в 30 країнах Європи, Азії та Латинської Америки.

## Приклади
- Денацифікація, Декартелізація, демілітаризація та демократизація Німеччини після травня 1945 року згідно з Потсдамськими угодами.
- Політика «Демократизації та гласності» керівного ліволіберального крила КПРС на чолі з М. С. Горбачовим в короткий період «Перебудови» в СРСР (1985—1991).